# كهن (اسماعيلي كرمان)
کهن (بالفارسية: کهن) هي منطقة سكنية تقع في إيران في منطقة إسماعيلي. يقدر عدد سكانها بـ 786 نسمة بحسب إحصاء 2016.